# Falaise (Calvados)
Falaise – miejscowość i gmina we Francji, w regionie Normandia, w departamencie Calvados.
Według danych na rok 1990 gminę zamieszkiwało 8119 osób, a gęstość zaludnienia wynosiła 686 osób/km² (wśród 1815 gmin Dolnej Normandii Falaise plasuje się na 20. miejscu pod względem liczby ludności, natomiast pod względem powierzchni na miejscu 397.). Miasto położone jest na wschodnich zboczach Wzgórz Normandzkich, ok. 45 km od kanału La Manche. Falaise posiada niewielki ośrodek przemysłu metalowego.

## Zabytki
- zamek z X wieku w którym urodził się[1] Wilhelm Zdobywca

## Znane osoby urodzone w Falaise
- Herleva (zm. 1050), matka Wilhelma Zdobywcy
- Wilhelm Zdobywca, książę Normandii 1035-1087 i król Anglii 1066-1087
- Louis Liard (1846-1917), filozof, rektor akademii w Caen i w Paryżu
- Cédric Hengbart (ur. 1980), piłkarz SM Caen, AJ Auxerre i AC Ajaccio

## Współpraca
- Henley-on-Thames, Wielka Brytania
- Bad Neustadt an der Saale, Niemcy
- Cassino, Włochy
- Alma, Kanada